# Isterband

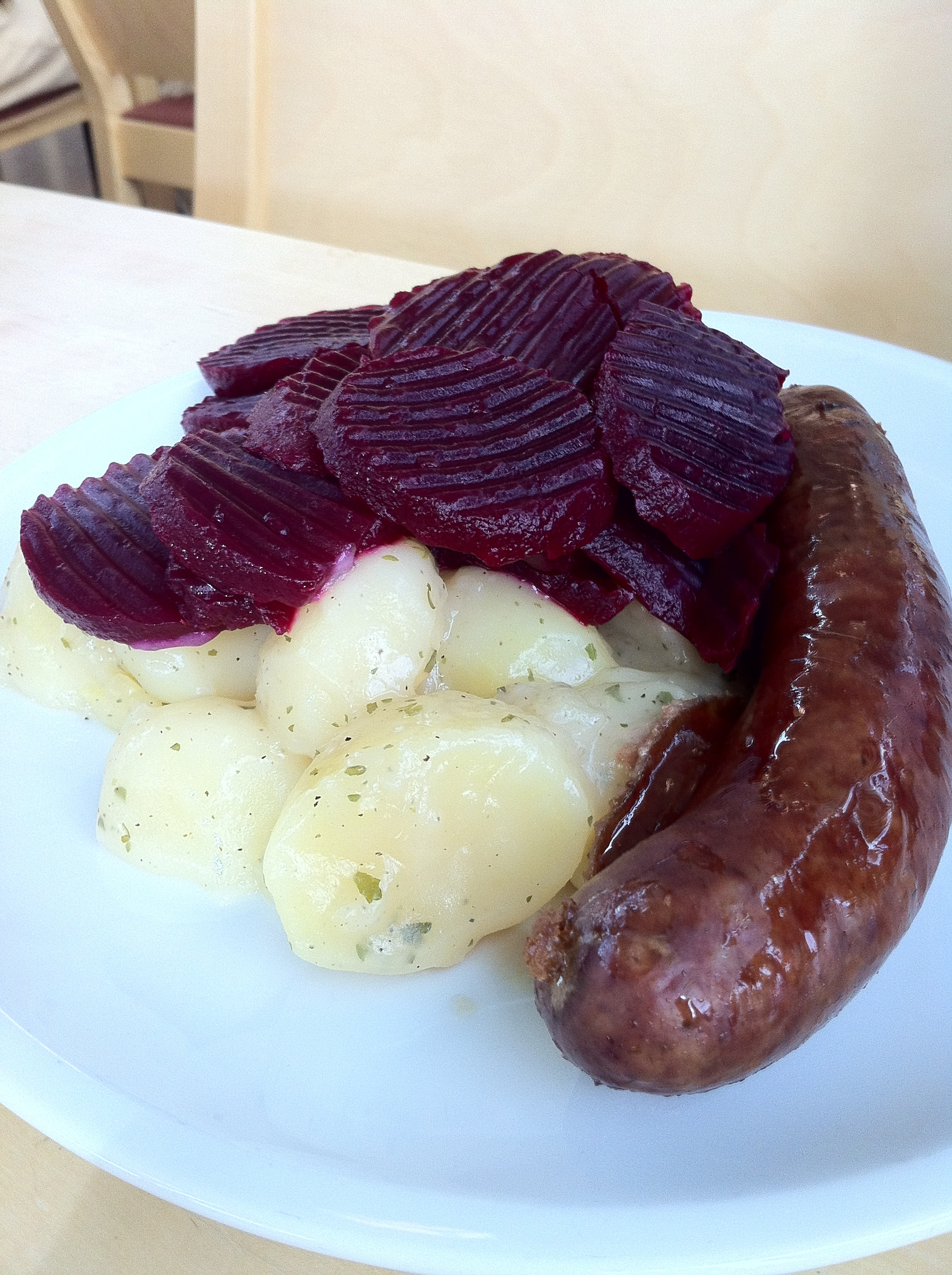
Isterband, stuvad potatis och inlagda rödbetor.

Isterband är en lättrökt, "grovkornig" korv, ofta med syrlig smak, och innehåller bland annat fläskkött, korngryn och potatis. Kötthalten är 25–35 %. Den förekommer i det svenska köket i olika varianter och sägs vara den enda svenska korvsorten utan motsvarighet i andra länder.

## Historia
Isterbandets historia är oviss, men är belagt i skrift sedan mitten av 1940-talet. Troligtvis är isterband äldre än så. Isterband var förr i tiden, främst i södra Sverige, mycket populärt på julbord och smörgåsbord och förekommer lokalt på julbord även under 2000-talet.
Isterband är alltid en korv med en viss syrlighet, och det ursprungliga sättet att få fram denna syrlighet var att låta de färdigstoppade korvarna hänga ovanför vedspisen och torka, varvid de naturligt förekommande mjölksyrabakterierna i korven förökade sig och bidrog till den syrliga smaken. Charkuterifabrikerna kan få fram denna smak på andra sätt, till exempel genom att tillsätta mjölksyrabakterier, eller bara en syra (exempelvis citronsyra).

## Ingredienser
Isterbandet är oftast gjort på fläskkött och alltid utdrygad med potatis eller gryn, eller bådadera. Oftast är det korngryn i isterbandet men även risgryn är vanligt. Havregryn kan förekomma i vissa recept. Numera är det sällsynt med isterband som bara innehåller potatis. 
Isterband i handeln innehåller vanligtvis nöt- och/eller fläskkött, fett (ister), bindväv, korngryn och/eller potatis, lök och kryddor. Även inälvor från gris, risgryn, socker, ingefära, skummjölks- och vasslepulver samt eventuellt ytterligare tillsatser.
Matlexikon från Medéns förlag (1956) skriver: "Isterband är en korvsort, som framställes av nötkött, fläsk och kokt potatis eller förvällda korngryn samt ev. buljong. Potatismjöl skall icke ingå i den vara som säljes under namnet isterband. Högsta tillåtna vattenhalt är 60%. Massan stoppas på medelvida svinskinn. Korven saltas och torkas vanligen men förekommer också som korttidsrökt. Den användes mestadels som varmrätt, ibland som smörgåsmat."

## Typer av isterband och servering
Småländska isterband är lättrökta och syrliga. Ofta gjorda på fläskkött.
Västgötska isterband är mer eller mindre syrliga och ofta hårdare rökta än de småländska. Variationerna är dock stora, både för torkade och rökta isterband, vad gäller syrlighet, fetthalt/kötthalt och sälta.
I Sverige serveras isterband stekta, hela eller delade på längden, med exempelvis kokt potatis, inlagda rödbetor, ättiksgurka och hackad persilja. Den kokta potatisen kan ersättas med dillstuvad potatis. Även lingonsylt kan förekomma som tillbehör.

### Snarlika korvar
Nära släktingar till isterband är den mindre stångkorven och den större grynkorven, som kan sägas vara orökta varianter av samma korv.

## Lokala benämningar
Isterband kallas för 'hängekorv' i Vetlandatrakten.